# Marie Louise Nicole de La Rochefoucauld

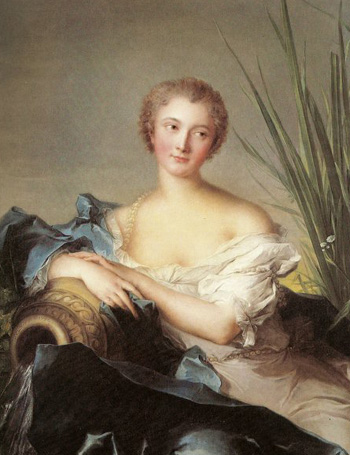
Jean-Marc Nattier, Mademoiselle de La Rochefoucauld, um 1740

Marie Louise Nicole de La Rochefoucauld (* 22. September 1716 in Paris; † 31. Mai 1797 ebenda) aus dem Haus La Rochefoucauld war eine französische Adlige, Femme de lettres und Salonnière.
Sie war Duchesse d’Anville, Comtesse d’Aubijoux, Marquise de Barbezieux und Baronesse d’Artye.

## Leben
Marie Louise Nicole de La Rochefoucauld ist die Tochter von Alexandre de La Rochefoucauld (1690–1762) und Élisabeth Bermond du Caylar (1691–1752). Sie hat vier jüngere Geschwister: François (1717–1718), Marie (1718–1789), François (1720–1721) und Adélaïde (1722–1737). Vor ihrer Ehe wurde sie Mademoiselle de La Rochefoucauld genannt.

### Dynastische Ehen
Mit dem Tod 1718 bzw. 1721 ihrer beiden François genannten einzigen Brüder jeweils wenige Monate nach deren Geburt trat in der Erbfolge der ältesten Linie der Familie La Rochefoucauld eine Situation ein, die es bislang nicht gegeben hatte: das Familienoberhaupt, ihr Vater, hatte keine männlichen Nachkommen, wovon vor allem der Herzogstitel La Rochefoucauld betroffen war, der zu erlöschen drohte.
Zehn Jahre später, im November 1731 – Marie Louis Nicole war gerade 15 Jahre alt geworden – wurde sie mit ihrem Onkel Guy de La Rochefoucauld, 4. Duc de La Roche-Guyon (* 8. September 1698) verheiratet, der aber bereits am 16. des gleichen Monats an den Pocken verstarb.
Wenige Wochen später, im Februar 1732 (beim Parlement registriert am 12. März 1732) konnte Alexandre de La Rochefoucauld einen ersten Schritt zur Lösung des Nachfolgeproblems gehen, als die Vererbung des Herzogstitels La Rochefoucauld auf eine seiner drei Töchter und ihre männlichen Nachkommen ermöglicht wurde. Der Herzog konnte nun mit dem bereits vorbereiteten zweiten Schritt beginnen, nämlich seine Töchter so zu verheiraten, dass der Besitz und die Titel in der Familie blieben. Infrage kamen dafür in erster Linie Angehörige des Zweigs Roye der Familie, die Nachkommen von Frédéric Charles de La Rochefoucauld, Comte de Roye et de Roucy (1633–1690), einem Urenkel von François III. de La Rochefoucauld aus dessen zweiter Ehe, die der Familie die Grafschaft Roucy eingebracht hatte. Doch auch hier war die Auswahl eng begrenzt. Nachdem die bereits Verheirateten, die im geistlichen Stand und die Protestanten ausschieden, blieben zwei Kandidaten übrig: Louis François Armand (1695–1783), Comte de Marthon et de Roucy, sowie Jean-Baptiste Louis Frédéric (1707–1745), auf den die Wahl für die älteste Tochter fiel.
Bereits am 5. Februar 1732 war der Bräutigam zum Duc d’Anville gemacht worden, so dass er im Rang der Braut nicht nachstand. Die Ehe wurde am 28. Februar geschlossen, allerdings ließ der ersehnte männliche Nachwuchs, der nächste Duc de La Rochefoucauld auf sich warten.

### Nachkommen
Ihre Kinder sind:
- Tochter (* 4. Februar 1738)
- Elisabeth Louise (* 17. Juni 1740 in Paris; † 12. Dezember 1786 ebenda); ⚭ 12. April 1757 Louis Antoine Auguste de Rohan-Chabot, Duc de Rohan (* 20. April 1733; † 29. November 1807), Prince de Léon, 1775 Duc de Chabot, 1791 Duc de Rohan
- Louis Alexandre (* 11. Juli 1743 in Paris; † 4. September 1792 in Gisors als Opfer des Septembermassakers), 1746 Duc d’Anville, 1762 Duc de La Rochfoucauld, Pair de France, und Duc de La Roche-Guyon;  Er war zweimal verheiratet und starb ohne Nachkommen; ⚭ (1) (Ehevertrag 13. Dezember 1762) Louise Pauline de Gand(-Vilain) de Merode (* 17. April 1747; † 16. (oder 9.) September 1771, Tochter von Alexandre Maximilien Balthasar de Gand, Comte de Merode; ⚭ (2) 13. März 1780 Alexandrine Charlotte de Rohan-Chabot (* 3. Oktober 1763; † 8. Dezember 1839), Tochter seines Schwagers von Louis Antoine Auguste (siehe oben), sie heiratete in zweiter Ehe am 20. Februar 1810 Boniface Louis André de Castellane-Novejean, Marquis de Castellane, Pair de France († 21. Februar 1837)
- Adélaide Émilie de La Rochefoucauld (* 4. Oktober 1745; † 7. April 1765)

### Die Salonnière
Am 28. September 1746 starb ihr Ehemann, ihr Vater lebte noch bis zum 4. März 1762, bei dessen Tod sie das Schloss La Roche-Guyon erbte sowie als ältere von zwei überlebenden Schwestern die Verwaltung des Familienvermögens übernahm.
Madame d'Anville nahm im Jahr darauf, 1763, Mathematikunterricht bei Adrien-Marie Legendre und legte eine Mineraliensammlung an. Zudem war sie eine intensive Leserin und besaß eine Bibliothek mit 15.000 Büchern. In La Roche-Guyon und im Hôtel de La Rochefoucauld-Liancourt in Paris (Rue de Seine 14–18) unterhielt sie einen Salon, in dem sich die prominentesten Philosophen, Literaten, Gelehrten und politischen Denker ihrer Zeit versammelten: Turgot, Condorcet, D'Alembert, Mably, Morellet... und verkehrte u. a. mit Malesherbes und Julie de Lespinasse.
Sie nutzte zudem ihre Beziehungen zu Wissenschaftlern, um die Ausbildung ihres Sohnes zu vervollkommnen, der 1781 in die Académie des Sciences gewählt und 1784 deren Präsident wurde.

### Verwalterin des Familienvermögens
Madame d’Anville setzte die Ausstattung ihres Schlosses fort, das zu einem der reichsten und modernsten seiner Zeit wurde. Nach den Plänen des Architekten Louis Devilliars wurden dem Schloss La Roche-Guyon zwei neue Pavillons hinzugefügt. Das Motto „C'est mon plaisir“ („Es ist mir ein Vergnügen“) oder „C'est pour plaisir“ („Es ist zum Vergnügen“, was im Sinne von „zum Vergnügen, dem König zu dienen“ zu verstehen ist) wurde im Schloss angebracht und zeugte von den Bemühungen der Herzogin, die Ungnade ihres Vaters beim König tilgen zu können. Im Oktober 1768 wurde unter dem Grand Salon des Schlosses ein Theatersaal mit etwa 50 Plätzen eingeweiht, der wie die großen Pariser Theater mit Maschinerie und Kulissen ausgestattet war.
Als Liberale und Anhängerin der Physiokraten verwandelte sie das Anwesen von La Roche-Guyon in ein wahres Feld für agronomische Experimente. Sie führte dort insbesondere Kunstwiesen, Klee, Luzerne und Esparsette ein, ließ „Sparbrot“ backen und Kartoffeln anbauen, um Getreidekrisen zu bekämpfen. Malesherbes versorgte sie bis zur Revolution mit zahlreichen exotischen Samen und Bäumen und trug so, ebenso wie der Maler Hubert Robert, der Agronom Arthur Young oder der Landschaftsarchitekt Jean Marie Morel, zur Gestaltung des Parks von La Roche-Guyon bei.
Ihr Pariser Wohnsitz, das Hôtel de La Rochefoucauld-Liancourt, erbaut in der ersten Hälfte des 17. Jahrhunderts, in der Rue de Seine wurde 1825 abgerissen, um Platz für die Rue des Beaux-Arts zu schaffen. Ihr Garten, der der mündlichen Überlieferung zufolge von Hubert Robert entworfen worden war, galt als einer der schönsten und malerischsten von Paris.

### Politik
Ab Anfang der 1760er Jahre setzte sie sich in den Fällen Calas und Sirven für die Protestanten ein. 1774 unterstützte sie Turgot gegenüber ihrem Verwandten Maurepas und setzte sich für dessen Eintritt ins Ministerium ein. Ab 1776 freundete sie sich mit Benjamin Franklin und Thomas Jefferson an.
Die Revolution zwang sie, sich in den familiären Bereich zurückzuziehen. Einige Gäste ihres Salons waren zuvor gestorben, wie Turgot (1781) und d'Alembert (1783), andere wurden von der Revolution hinweggerafft: 1792 erlebte sie die Ermordung ihres Sohnes Louis-Alexandre, der in Gisors von einem Sansculotten mit einem Stein erschlagen wurde, 1794 den ungeklärten Tod Condorcets und die Hinrichtung Malesherbes unter der Guillotine.
Am 2. Oktober 1793, mitten in der Terrorherrschaft, ordnete der Generalrat von Seine-et-Oise die Zerstörung des Donjons an, um zu verhindern, dass er in die Hände der Konterrevolutionäre fiel. Der Turm wurde um ein Drittel abgetragen und misst heute nur noch zwanzig Meter. Die Herzogin und ihr Vater, die als aufgeklärte Mäzene bei der lokalen Bevölkerung sehr beliebt waren, blieben jedoch von Plünderungen und Zerstörungen des Schlosses verschont. Sie selbst und ihre Schwiegertochter Alexandrine Charlotte de Rohan-Chabot wurden allerdings verhaftet, 1794 jedoch wieder freigelassen.
Madame d’Anville starb am 31. Mai 1797 in ihrem Pariser Wohnsitz in der Rue de Seine.